# Pere Nanot i Renart
Pere Nanot i Renart (Barcelona, 1848 - 1886) fou un advocat i escriptor català, acadèmic de l'Acadèmia de Bones Lletres de Barcelona.
Llicenciat en dret, alternà la tasca d'advocat amb la literatura. Va col·laborar en l'incipient moviment catalanista com a fundador en 1870 i president de la Jove Catalunya. Va publicar articles a La Renaixensa i Lo Gai Saber, i en 1877 va ingressar com a acadèmic de l'Acadèmia de Bones Lletres de Barcelona. Segons Montserrat Corretger, el seu "plet del boig" va inspirar Narcís Oller el personatge Daniel Serrallonga i la història de La bogeria.

## Obres
- Lo vassall de remença, presentada als Jocs Florals de Barcelona de 1870
- Memoria sobre la marina mercante española (1877)
- Biografía de don Francisco Renart i Arús
- Estudi històric sobre Pau Claris
- Lo rimbombori de les quintes
- Últimos concellers de Barcelona